# خرید لوئیزیانا

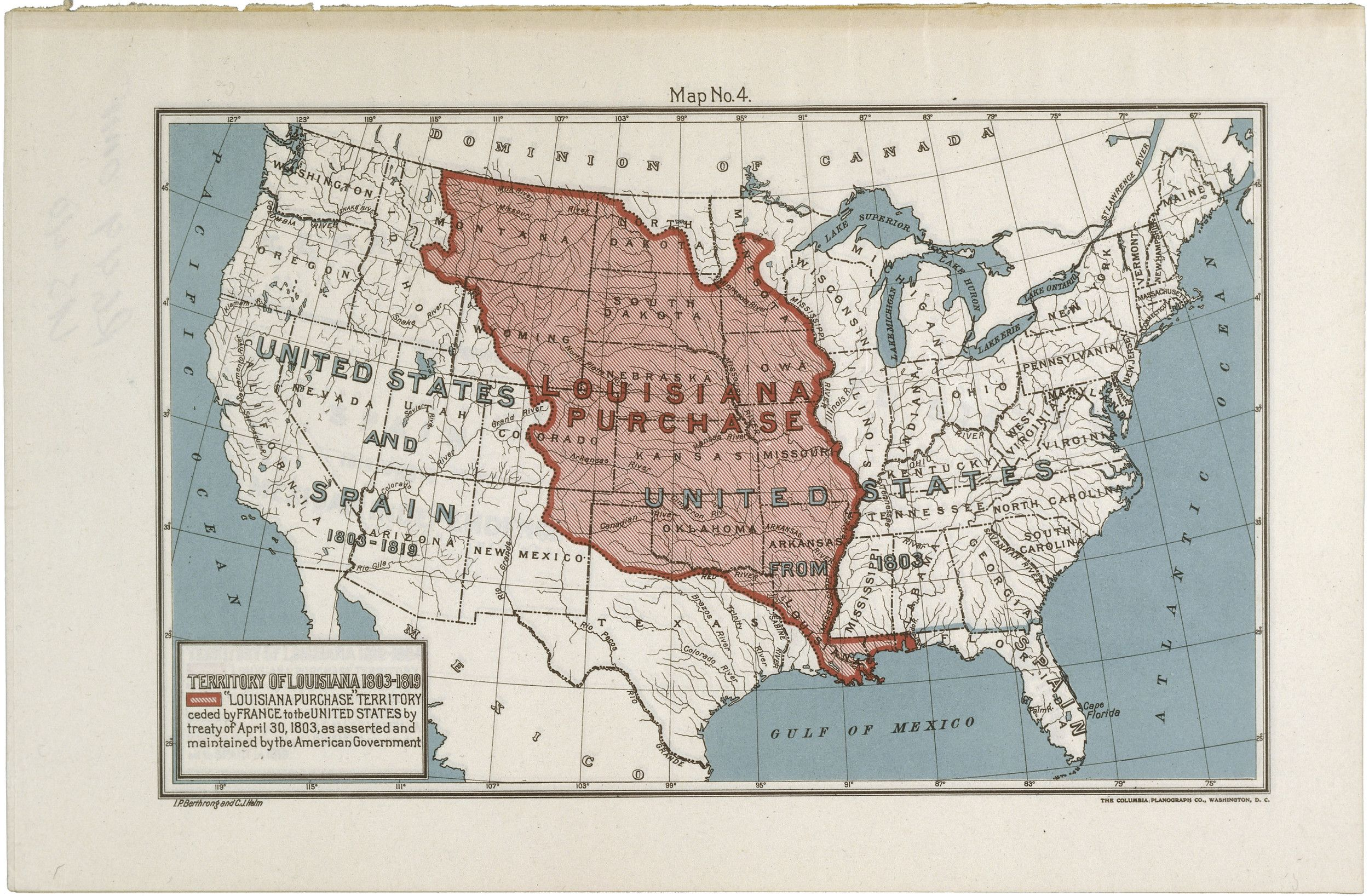
نقشه توسط فرنک باند

خرید لوئیزیانا (فرانسوی: Vente de la Louisiane‎; انگلیسی: Sale of Louisiana) خرید سرزمین‌های لوئیزیانا توسط ایالات متحده از فرانسه در سال ۱۸۰۳ بود. ایالات متحده با پرداخت پانزده میلیون دلار، یا تقریباً هجده دلار به ازای هر مایل مربع، زمینی به مساحت ۲٬۱۴۰٬۰۰۰ کیلومتر مربع را خریداری کرد. اگرچه فرانسه فقط قسمت کوچکی از آن منطقه را کنترل می‌کرد، در بیشتر نقاط سرخپوستان آمریکایی سکونت داشتند؛ آنچه ایالات متحده خریداری کرد، در اصل حق شفعه سرزمین‌های سرخ‌پوستان توسط معاهده یا تسخیر به قصد محروم کردن سایر قدرت‌های استعماری بود. هزینهٔ کل معاهدات بعدی و تسویه حساب‌های مالی در حدود ۲٫۶ میلیارد دلار تخمین زده‌شده است.
پادشاهی فرانسه از سال ۱۶۹۹ قلمرو لوئیزیانا را کنترل می‌کرد تا اینکه در ۱۷۶۲ به اسپانیا واگذار شد. در ۱۸۰۰، ناپلئون، اولین کنسول جمهوری فرانسه، به عنوان بخشی از یک پروژه گسترده‌تر برای برقراری استعمار فرانسه، مالکیت لوئیزیانا را دوباره به‌دست‌آورد. با این حال، عدم موفقیت فرانسه در سرکوب انقلاب هائیتی در سن دومانگ، همزمان با احتمال جنگ دوباره با انگلستان، ناپلئون را بر آن داشت تا به فکر فروش لوئیزیانا به ایالات متحده باشد. دستیابی به لوئیزیانا و کنترل بندر مهم رود می‌سی‌سی‌پی در نیواورلئان هدف بلند مدت توماس جفرسون بود. جفرسون، جیمز مونرو و رابرت لوینگستون را برای خرید نیواورلئان مأمور کرد. نمایندگان آمریکا در مذاکره با وزیر خزانه‌داری فرانسه، فرانسوا باربه-ماربوا بی‌درنگ با خرید لوئیزیانا توافق کردند. جفرسون و جیمز مدیسون، وزیر امور خارجه با غلبه بر مخالفت حزب فدرالیست، کنگره را متقاعد کردند که خرید لوئیزیانا را تصویب و تأمین مالی کند.
خرید لوئیزیانا حاکمیت ایالات متحده را تا آن سوی رودخانه می‌سی‌سی‌پی به دو برابر اندازه اسمی کشور گسترش داد. این خرید شامل زمین‌هایی از پانزده ایالت فعلی ایالات متحده و دو استان کانادا، از جمله کل آرکانزاس، میزوری، آیووا، اوکلاهما، کانزاس و نبراسکا؛ بخش‌های زیادی از داکوتای شمالی و داکوتای جنوبی؛ مناطقی از مونتانا، وایومینگ و کلرادو در شرق آبریز اقلیمی آمریکا؛ بخش مینه‌سوتا در غرب رودخانه می‌سی‌سی‌پی؛ بخش شمال شرقی نیومکزیکو؛ بخش‌های شمالی تگزاس؛ نیواورلئان و بخش‌های فعلی لوئیزیانا در غرب رودخانه می‌سی‌سی‌پی؛ و بخشهای کوچکی در داخل آلبرتا و ساسکاچوان بود. در زمان خرید، جمعیت غیر بومی لوئیزیانا حدود ۶۰٬۰۰۰ نفر بود که نیمی از آنها برده‌های آفریقایی بودند. مرزهای غربی بعداً در پیمان فلوریدا با اسپانیا حل و فصل شد و مرزهای شمالی نیز طی معاهده ۱۸۱۸ با بریتانیا تنظیم شد.

## یادداشت
1. ↑  Pre-emption right